# Sainte Ada
Sainte Ada (ou Ada du Mans, Ada de Soissons, Ada de Saint-Julien), ou encore Adna, est une sainte catholique née au Mans au VIIe siècle. 

## Biographie
Elle a été religieuse à Soissons et abbesse de l'abbaye Saint Julien-des-Prés au Mans.
Elle est la nièce de saint Aiglibert, évêque du Mans,.
Ses reliques ont été déposées à la cathédrale du Mans aux côtés de celles de saint Julien. Elles ont été profanées à l'époque d'Aldric du Mans au IXe siècle.
Elle est célébrée le 4 décembre. Elle est la sainte patronne des religieuses.